# Hol is tartottunk? (Így jártam anyátokkal)
A Hol is tartottunk? az Így jártam anyátokkal című televízió-sorozat második évadának első epizódja. Eredetileg 2006. szeptember 18-án vetítették, míg Magyarországon 2008. november 3-án.
Ebben az epizódban folytatódik a történet ott, ahol abbamaradt: Marshall teljesen elhagyja magát a Lilyvel történt szakítását követően. A helyzet csak még súlyosabb lesz, amikor felfedezi: Lily valószínűleg a városban van.

## Cselekmény
2006 nyarán Teddel madarat lehetne fogatni, hiszen végre összejött Robinnal. Nem úgy Marshall, aki melankolikus hangulatba kerül, miután Lily szakított vele és elment San Franciscóba. Még palacsintát sem hajlandó enni vasárnap, mert az is Lilyre emlékezteti. 40 nap elteltével Ted, Robin, és Barney elhatározzák, hogy kitalálnak valamit, mert még a lakást sem hagyta el ennyi idő eltelte után. Barney sztriptízbárba viszi, ahol megállapítja, hogy nem tette magát túl Lilyn, mert még el tudja képzelni meztelenül – ezért ezt a képet más meztelen nők képével kell helyettesíteni. Ted baseballmeccsre viszi, ahol Marshall egy lánykérés miatt teljesen kiborul, és végül a biztonságiak vezetik ki. Robin, aki titkolja Ted elől, hogy szeret fegyverrel lőni, elviszi magával Marshallt célbalőni, amitől egy kicsit felvidul.
Jókedve azonban csak addig tart, míg a postával meg nem érkezik Lily hitelkártya-számlája. Marshall mindenféléket elkezd képzelegni: többek között azt, hogy a híres zenész, George Clinton csábította el őt. Amikor megnézi a tranzakciókat, rájön, hogy azok egy részét a városból indították – Lily tehát New York-ban van. Ted tanácsa ellenére felhívja a hotelszobát, és egy férfi szól bele a telefonba. Elkeseredésében oda akar rohanni, de Ted leteremti, hogy ezzel a szánalmas viselkedéssel semmi esélye nem lehet visszahódítani őt. Mivel ezután Ted és Robin egy romantikus hétvégére indulnak, Barney felügyeletére bízzák Marshallt. Ted végül felhívja Barneyt, aki megint sztriptízbárba vitte Marshallt – csakhogy ő addigra már meglépett. Ted és Robin is visszafordulnak, és a hotelbe indulnak.
Ott találkoznak Marshall-lal, aki közli velük, hogy már elkéstek, mert felment a hotelszobába, és leütötte a fickót, aki ajtót nyitott neki. Csakhogy kiderül, hogy a férfi nem Lily új barátja, hanem egy hitelkártyacsaló, aki ellopta az adatait. Ted próbálja őt megvigasztalni, de Marshall zaklatott, mert az utolsó dolog, ami Lilyhez kötötte, egy hazugság volt. Végül, egy kis idő után, megnyugszik, és már nemcsak palacsintát hajlandó enni, hanem a többiekkel lemegy a bárba is, ahol jól érzi magát. A bejáratnál kisvártatva felsejlik Lily alakja, aki csak benéz, de nem megy oda hozzájuk.

## Kontinuitás
- Barney először használja a "Bezony", illetve "Igaz történet" fordulatok valamelyikét.
- Először merül fel, hogy Marshall fél a horrorfilmektől.
- Érdekesség, hogy Ted és Robin Marshall Fierójával indulnak útnak, de a kocsiban nem az "I'm Gonna Be (500 Miles)" szól, noha az "Arrivederci, Fiero" című részből kiderül, hogy ez az egyetlen szám szólhat belőle, miután beszorult egy kazetta a magnóba még akkor, amikor Marshall megkapta a kocsit a tesóitól.

## Jövőbeli visszautalások
- Ted később is Marshall pártját fogja a szakítás miatt, amint az "A skorpió és a varangy" című részből is kiderül, illetve ami a fő konfliktust okozza a "Hogyan lopta el Lily a karácsonyt" című részben.
- Robin és Ted eltérő gondolkodása a fegyverekről más epizódokban is felbukkan: "A költözés", "Ted Mosby, az építész", "Kisfiúk", "A nem apák napja", és a "Napfelkelte".
- "A legénybúcsú" című részből kiderül, hogy Barney volt az, aki elutazott San Franciscóba, és meggyőzte Lilyt, hogy jöjjön vissza.
- Marshall elmeséli a többieknek, hogy az első kolis napján, amikor Teddel találkoztak, úgy be volt tépve, hogy azt hitte, Ted a dékán. Később, az "Így találkoztam a többiekkel" című részben ezt konkrétan meg is mutatják.
- "A megfelelő tesó" című rész alapján Marshall és Lily között a leghosszabb szexszünet a san franciscói út volt.
- A "Bababeszéd" és a "Skótdudások" című részben újra felmerül Marshall félelme a horrorfilmektől.
- A "Persze, hogy..." című ráészben is kerül arra utalás, hogy Robin a lőtérre jön, ha szerelmi bánata van.
- A "Trilógiák" című epizód 2006-os mozimaratonja éppen ezen epizód alatt zajlik.

## Érdekességek
- Ez az első epizód, amely nem közvetlenül a főcímmel kezdődik, hanem egy kis felvezetéssel.
- Robin "Teddymacinak" nevezi Tedet, noha más alkalmakkor mindig elmondja, mennyire utálja a nyálas beceneveket.
- A kanapé rejtélyes módon lecserélődik a lakásban, amire talán magyarázat lehet az "Egy kis Minnesota" című epizód, mely alapján elvileg Ted húga eladta azt.

## Vendégszereplők
- George Clinton – önmaga
- Jenae Altschwager – Sunshine

## Zene
- George Perkins and The Silver Stars – Cryin' in The Streets (Silver Fox Version)
- George Clinton – Give Up the Funk (Tear the Roof Off the Sucker)
- Grant Lee Phillips (The Cure) – Boys Don't Cry

## Fordítás
- Ez a szócikk részben vagy egészben  a   Where Were We? (How I Met Your Mother) című angol Wikipédia-szócikk ezen változatának fordításán alapul.  Az eredeti cikk szerkesztőit annak laptörténete sorolja fel. Ez a jelzés csupán a megfogalmazás eredetét és a szerzői jogokat jelzi, nem szolgál a cikkben szereplő információk forrásmegjelöléseként.